# Conurbação Patos-São José do Bonfim
A Conurbação Patos-São José do Bonfim é resultante do processo de junção do município de Patos com São José do Bonfim dentro da Região Metropolitana de Patos.
De acordo com a estimativa 2018 do IBGE, Patos tem uma população de 106.984 habitantes, enquanto São José do Bonfim tem 3.526 habitantes. Os municípios juntos totalizam uma população de 110.510 habitantes.